# Druga slovenska nogometna liga 2015-2016
La Druga slovenska nogometna liga 2015-2016 (in lingua italiana: Secondo campionato calcistico sloveno 2015-2016), abbreviata in 2. SNL 2015-2016, fu la venticinquesima edizione della seconda serie del campionato di calcio sloveno.

## Stagione

### Formula
Le 10 squadre partecipanti disputarono un turno di andata-ritorno-andata per un totale di 27 giornate, al termine delle quali:
- La prima classificata venne promossa in 1. SNL 2016-2017
- La seconda classificata disputò uno spareggio contro la penultima della 1. SNL 2015-2016
- Le ultime due classificate vennero retrocesse in 3. SNL 2016-2017

### Avvenimenti
Il Radomlje, retrocesso dalla 1. SNL 2014-2015, ritornò subito nella massima serie vincendo il campionato con cinque punti di vantaggio sull'Aluminij. I protagonisti furono Igor Barukčič, Denis Lidjan, il bomber Dušan Stoiljković e l'allenatore Dejan Djuranović.
L'Aluminij perse lo spareggio contro il Zavrč, ma quest'ultimo non ottenne la licenza da parte della Federcalcio slovena, quindi il posto nella 1. SNL 2016-2017 andò ai rossi di Kidričevo.

## Squadre partecipanti
| Squadra          | Città     | Stadio                       | Stagione 2014-15 | Stagione 2014-15 |
| Squadra          | Città     | Stadio                       | Pos.             | Divisione        |
| ---------------- | --------- | ---------------------------- | ---------------- | ---------------- |
| Kalcer Radomlje  | Radomlje  | Športni park Radomlje        | 10°              | 1. SNL           |
| Aluminij         | Kidričevo | Športni park Aluminij        | 2°               | 2. SNL           |
| Roltek Dob       | Dob       | Športni park Dob             | 3°               | 2. SNL           |
| Ankaran Hrvatini | Ancarano  | ŠRC Katarina                 | 4°               | 2. SNL           |
| TKK Tolmin       | Tolmino   | Športni park Brajda          | 5°               | 2. SNL           |
| Triglav          | Kranj     | Športni Center Stanko Mlakar | 6°               | 2. SNL           |
| Farmtech Veržej  | Veržej    | Stadion Čistina              | 7°               | 2. SNL           |
| Garmin Šenčur    | Šenčur    | Športni park Šenčur          | 8°               | 2. SNL           |
| Zarica           | Kranj     | Športni park Zarica          | 1°               | 3. SNL Centro    |
| Drava            | Ptuj      | Mestni stadion               | 1°               | 3. SNL Nord      |

## Classifica
|                  | Pos. | Squadra          | Pt | G  | V  | N | P  | GF | GS | DR  |
| ---------------- | ---- | ---------------- | -- | -- | -- | - | -- | -- | -- | --- |
|                  | 1.   | Radomlje         | 55 | 27 | 16 | 7 | 4  | 51 | 24 | +27 |
|                  | 2.   | Aluminij         | 50 | 27 | 14 | 8 | 5  | 61 | 29 | +32 |
|                  | 3.   | Drava Ptuj       | 46 | 27 | 13 | 7 | 7  | 43 | 42 | +1  |
|                  | 4.   | Triglav          | 44 | 27 | 12 | 8 | 7  | 43 | 25 | +18 |
|                  | 5.   | Dob              | 32 | 27 | 9  | 5 | 13 | 42 | 44 | −2  |
|                  | 6.   | Veržej           | 32 | 27 | 8  | 8 | 11 | 41 | 54 | −13 |
|                  | 7.   | Kranj            | 31 | 27 | 8  | 7 | 12 | 27 | 46 | −19 |
|                  | 8.   | Ankaran Hrvatini | 31 | 27 | 8  | 7 | 12 | 33 | 45 | −12 |
|                  | 9.   | Tolmin           | 26 | 27 | 6  | 8 | 13 | 36 | 43 | −7  |
|                  | 10.  | Šenčur           | 22 | 27 | 5  | 7 | 15 | 38 | 63 | −25 |
| Fonte: rsssf.org |      |                  |    |    |    |   |    |    |    |     |

Legenda:
      Promosso in 1. SNL 2016-2017.
  Partecipa agli spareggi.
      Retrocesso in 3. SNL 2016-2017.
      Escluso dal campionato.
Regolamento:
Tre punti a vittoria, uno a pareggio, zero a sconfitta.
La classifica viene stilata secondo i seguenti criteri:
- Punti conquistati
- Punti conquistati negli scontri diretti
- Differenza reti negli scontri diretti
- Reti realizzate negli scontri diretti
- Differenza reti generale
- Reti totali realizzate

### Spareggio
L'Aluminij incontrò lo Zavrč, penultimo in 1. SNL 2015-2016, con gare di andata e ritorno, per un posto in 1. SNL 2016-2017. Nonostante la vittoria, lo Zavrč dovette retrocedere poiché non ottenne la licenza per la massima serie (ma quella per la seconda serie sì) dalla Federcalcio slovena, lasciando il posto all'Aluminij.
| Squadra 1 | Totale | Squadra 2 | Andata     | Ritorno    |
| --------- | ------ | --------- | ---------- | ---------- |
|           |        |           | 29.05.2016 | 02.06.2016 |
| Zavrč     | 4 – 3  | Aluminij  | 3 – 2      | 1 – 1      |

## Statistiche

### Classifica marcatori
| Pos.                  | Giocatore         | Squadra  | Reti |
| --------------------- | ----------------- | -------- | ---- |
| 1                     | Lovro Bizjak      | Aluminij | 14   |
| 1                     | Dejan Sokanović   | Tolmin   | 14   |
| 3                     | Žiga Škoflek      | Aluminij | 11   |
| 4                     | Sebastjan Petek   | Veržej   | 10   |
| 4                     | Dušan Stoiljković | Radomlje | 10   |
| Fonte: Sito ufficiale |                   |          |      |